# قانون اللجان العسكرية 2006

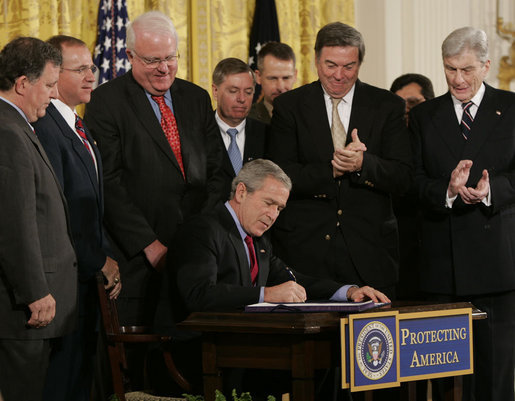
يوقع الرئيس جورج دبليو بوش على القانون رقم 3930، قانون اللجان العسكرية لعام 2006، خلال حفل أقيم في 17 أكتوبر 2006 في الغرفة الشرقية من البيت الأبيض.

قانون اللجان العسكرية لعام 2006, قانون صادر عن الكونغرس الأمريكي، ووقع عليه الرئيس الأمريكي جورج دبليو بوش في 17 أكتوبر 2006. كان الغرض المعلن من القانون هو الإذن بالمحاكمة من قبل اللجنة العسكرية عن انتهاكات قانون الحرب ولأغراض أخرى.
وقد صيغ هذا القرار في أعقاب القرار الذي أصدرته المحكمة العليا للولايات المتحدة في قضية حمدان ضد رامسفيلد (2006)،  والذي قضت فيه بأن محاكم مراجعة وضع المقاتلين، كما أنشأتها وزارة الدفاع الأمريكية، مَعيبة من الناحية الإجرائية وغير دستورية، ولم توفر الحماية بموجب اتفاقيات جنيف. وقد حظر القانون على المعتقلين الذين صنفتهم الولايات المتخدة كمقاتلين أعداء أو الذين كانوا ينتظرون جلسات استماع بشأن وضعهم استخدام أمر المثول أمام القضاء لتقديم التماسات إلى المحاكم الفيدرالية بشأن الطعون المقدمة ضد احتجازهم. وعُلقت جميع القضايا المعلقة المتعلقة بأمر المثول أمام القضاء في المحكمة الجزئية الفيدرالية.
وفي قضية بومدين ضد بوش (2008)، قضت المحكمة العليا بأن المادة 7 من القانون غير دستورية بسبب القيود التي فرضها على حقوق المعتقلين بموجب بند التعليق. وقد خلصت المحكمة إلى أن المعتقلين لديهم الحق في تقديم التماسات إلى المحاكم الفيدرالية للطعن في اللجوء القانوني إلى أمر المثول أمام القضاء.